# Hokej na trawie

Diagram boiska do gry w hokeja na trawie

Hokej na trawie – zespołowa gra sportowa.

## Opis gry
Mecz rozgrywany jest przez dwie drużyny po 11 graczy (+5 rezerwowych). Od 2019 r., na mocy decyzji Międzynarodowej Federacji Hokeja na Trawie (FIH), mecz hokeja na trawie składa się z czterech kwart po 15 minut. Wcześniej rozgrywano mecze 2 x 35 minut i niektóre federacje jeszcze stosują ten podział. Na igrzyskach w Tokio rozgrywano mecze trwające 4 x 15 min. Odbywa się na boisku o wymiarach 91,40 × 55 m, na którym stoją dwie bramki o wysokości 2,14 m i szerokości 3,66 m. Celem gry jest wbicie za pomocą drewnianej laski okrągłej piłki o średnicy ok. 7-7,5 cm i masie ok. 160 g do bramki przeciwnika. Gracz może dotknąć piłki tylko płaską stroną laski lub jej krawędzią. Niedozwolone jest dotknięcie piłki jakąkolwiek częścią ciała. Tylko bramkarz może blokować piłkę kijem, rękami, nogami i innymi częściami ciała.
Hokej na trawie jest dyscypliną olimpijską od 1908. Od 1980 w olimpijskich zawodach uczestniczą również kobiety. Co cztery lata rozgrywane są również mistrzostwa świata.

## Hockey 5s
Inną odmianą hokeja na trawie jest Hockey 5s (hokej piątkowy), który po raz pierwszy został zaprezentowany podczas Młodzieżowych Igrzysk Olimpijskich w Chinach w 2014 roku. Mecz rozgrywany jest na boisku o wymiarach 55 m długości i 41,7 m szerokości, a każda drużyna liczy po pięciu zawodników (wraz z bramkarzem). Mecz składa się z dwóch połów po 10, 12 lub 15 minut co jest uregulowane przed konkretnymi zawodami. Pierwsza edycja mistrzostw świata została rozegrana w 2024 roku w stolicy Omanu Maskacie. Zarówno wśród kobiet i mężczyzn zwyciężył zespół Holandii. Polki wywalczyły brązowy medal, a Polacy zajęli czwarte miejsce.

## Halowy hokej na trawie
Istnieje również halowy hokej na trawie. W tej odmianie drużyna składa się maksymalnie z 12 zawodników, z czego 6 (w tym bramkarz) przebywa na boisku, a pozostali na ławce rezerwowych. Boisko ma 44 m długości i 22 m szerokości. Bramka natomiast ma 3 m szerokości i 2 m wysokości. W halowej odmianie rozgrywa się między innymi Mistrzostwa świata i Mistrzostwa Europy.

## Historia dyscypliny w Polsce
Początki tej dyscypliny w Polsce sięgają przełomu XIX i XX wieku. Pierwszy oficjalny mecz w tej dyscyplinie na ziemiach polskich rozegrano 1 lipca 1907 we Lwowie na boisku Towarzystwa Gimnastycznego „Sokół”, pomiędzy piłkarzami Czarnych Lwów oraz Pogoni Lwów.
Obecnie hokej na trawie uprawia w Polsce ponad 2000 zawodników, zaś główne jego ośrodki to: Poznań, Gniezno, Środa Wielkopolska, Toruń, Rogowo, Gąsawa, Siemianowice Śląskie, Gliwice, Wrocław oraz Brzeziny.
Ponadto hokej na trawie jest również uprawiany w: Warszawie, Łodzi, Tarnowskich Górach, Stęszewie, Nysie, Sosnowcu, Cieszynie, Skierniewicach, Łubiance, Swarzędzu, Pobiedziskach oraz Rypinie.
W halowym hokeju na trawie, w rozegranych do tej pory mistrzostwach świata męska reprezentacja Polski trzykrotnie zajęła 2. miejsce, wywalczając srebrne medale w 2003, 2007 oraz 2011 roku. Żeńska reprezentacja w 2025 wywalczyła tytuł mistrzowski.

## Zobacz też

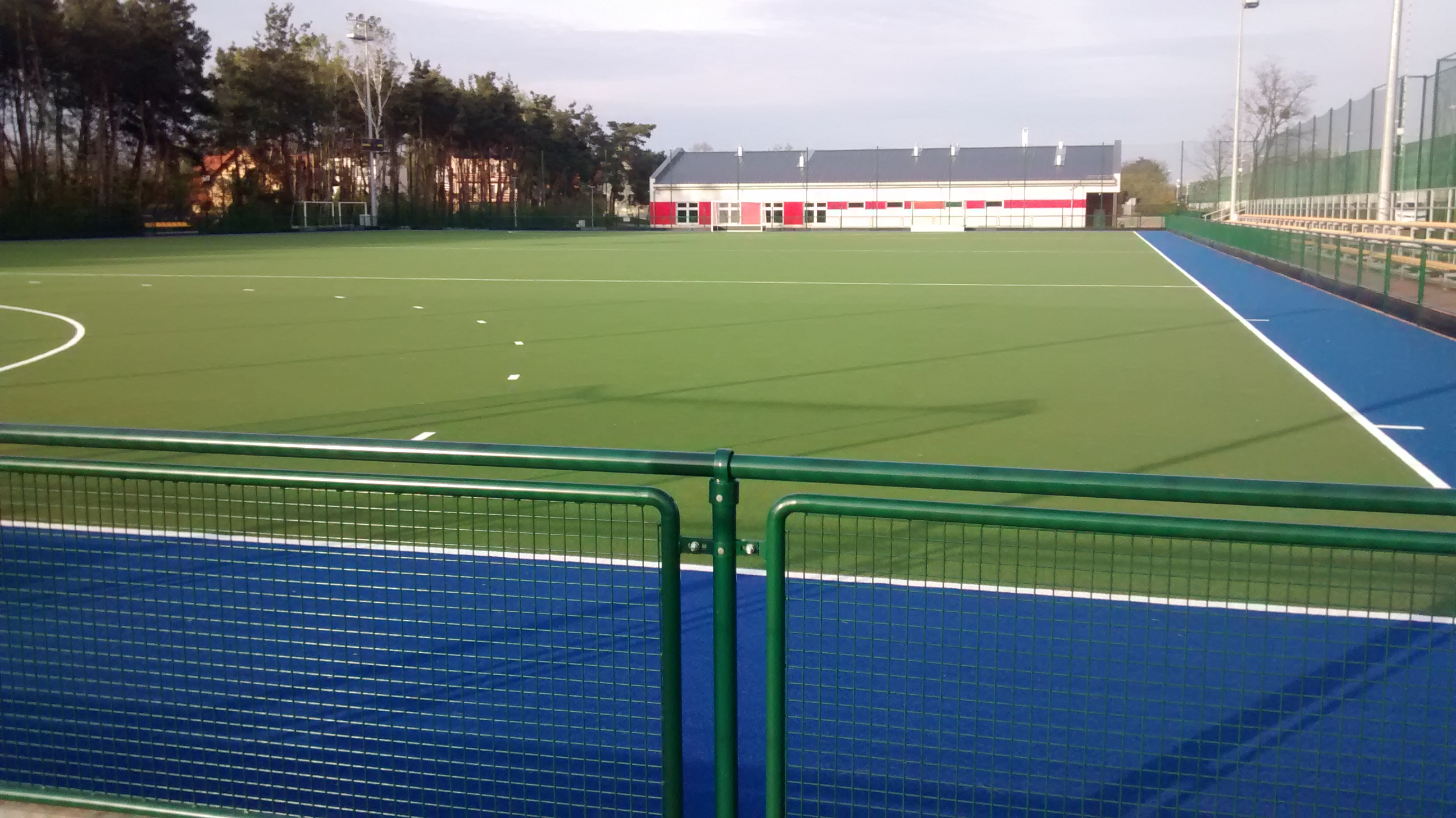
Stadion hokeja na trawie w Skierniewicach